# スーパーアグリ・SA05
スーパーアグリ・SA05 (Super Aguri SA05) はスーパーアグリF1チームが2006年のF1世界選手権に投入したフォーミュラ1カーである。スーパーアグリのF1デビューマシンであり、アロウズ・A23をベースとする。

## 開発
新規参戦発表から開幕戦までの時間が限られているため、当初は2005年のB・A・Rのシャシの流用、もしくは2006年用に本田技術研究所(栃木)が設計したシャシの流用を目論んでいたが、コンコルド協定中の「参戦中のチームのローリングシャシは使用できない」という原則をクリアする説明を見つけられなかったために、この流用は断念された。このあたりの流れは、国際自動車連盟(FIA)会長からアナウンスされた断片的な記事中の発言から、多くの親身になったアドバイスを受けたことが理解されるが、「ホンダのF1チームは名前が変わっただけでその実体は同一である」と言われては如何ともしがたかった。
このため、チーム拠点として確保されていたリーフィールドファクトリーの人脈と技術的なリソースの関係から、2002年にアロウズが使用していたシャシである「A23」をベースとし、2006年のレギュレーションに適合させた「SA05」を開幕からの数戦の為に製作することとなった。シーズン当初はメルボルン空港で展示されていたものや、ミナルディオーナーのポール・ストッダートから買い取ったもの、個人所有の「A23」のモノコックを使用していた。「A23」の知的所有権は債権と引き替えにストッダートが保有しており、彼の熱心な勧めと提供があってこの使用が可能となった。佐藤のマシンはストッダート所有だったA23がベース、井出のマシンはメルボルン空港に屋外展示され、約3年間雨風に晒されていたもので、動く状態にまで造り直せたのが奇跡のような代物であった。
2006年用マシンなのに車種名に「05」と付けられていたのは、当初「SA05」は開幕数戦程度の使用にとどめ、本来の2006年用マシン「SA06」を投入する計画だったため。しかし「SA06」の開発が予想以上に遅れ、結局「SA05」は開幕から第11戦フランスグランプリまで使用された。なお、井出用のマシンは、スーパーライセンスが剥奪され代わりにエントリーしたフランク・モンタニーには引き継がれず(モンタニーが井出用のマシンを拒否)、開発テスト用のマシンを改良したものであった。

## スペック

### シャシ
- シャシ名：SA05
- 全長：4,666 mm
- 全幅：1,800 mm
- 全高：950 mm
- ホイールベース：3,100mm
- トレッド
  - 前：1,472 mm
  - 後：1,422 mm
- クラッチ：ザックス
- ブレーキキャリパー：AP
- ブレーキディスク・パッド：ヒトコ
- ダンパー：オーリンズ
- ホイール：BBS
- タイヤ：ブリヂストン
- ギヤボックス：7速セミオートマチック/カーボンファイバー製アウターケーシング（アロウズ製）
- シートベルト：タカタ

### エンジン
- エンジン名：ホンダRA806E
- 気筒数・角度：V型8気筒・90度
- 排気量：2,400cc
- 最高回転数：19,000rpm以上
- 最大馬力 700馬力以上
- スパークプラグ：NGK
- 燃料・潤滑油：エネオス
- イグニッション：ホンダPGM-IG
- インジェクション：ホンダPGM-FI

## 記録（SA05が出走したレースのみ）
| 年   | No. | ドライバー           | 1   | 2   | 3   | 4   | 5   | 6   | 7   | 8   | 9   | 10  | 11  | 12  | 13  | 14  | 15  | 16  | 17  | 18  | ポイント | ランキング |
| 年   | No. | ドライバー           | BHR | MAL | AUS | SMR | EUR | ESP | MON | GBR | CAN | USA | FRA | GER | HUN | TUR | ITA | CHN | JPN | BRA | ポイント | ランキング |
| ---- | --- | -------------------- | --- | --- | --- | --- | --- | --- | --- | --- | --- | --- | --- | --- | --- | --- | --- | --- | --- | --- | -------- | ---------- |
| 2006 | 22  | 佐藤琢磨             | 18  | 14  | 12  | Ret | Ret | 17  | Ret | 17  | 15  | Ret | Ret |     |     |     |     |     |     |     | 0        | 11位       |
| 2006 | 23  | 井出有治             | Ret | Ret | 13  | Ret |     |     |     |     |     |     |     |     |     |     |     |     |     |     | 0        | 11位       |
| 2006 | 23  | フランク・モンタニー |     |     |     |     | Ret | Ret | 16  | 18  | Ret | Ret | 16  |     |     |     |     |     |     |     | 0        | 11位       |